# أميل شمعون نونا
إميل شمعون نونا (من مواليد 1 نوفمبر 1967) هو رئيس أساقفة الموصل للكلدان الكاثوليك في الجزء الشمالي من العراق منذ موافقة البابا بنديكتوس السادس عشر على انتخابه في 13 نوفمبر 2009. تولى رئاسة الأبرشية بعد اغتيال بولس فرج رحو في أوائل عام 2008.

## وقت مبكر من الحياة
هو كلدوآشوري ولد في ألقوش عام 1967. بعد إكمال تعليمه الثانوي عام 1985، التحق بالمدرسة البطريركية الكلدانية ورُسم كاهنًا في 11 يناير 1991 في بغداد. من عام 1993 إلى عام 1997 كان نائبًا رعويًا في ألقوش، ثم راعيًا حتى عام 2000. ثم التحق بجامعة اللاتران البابوية. في عام 2005 حصل على درجة الدكتوراه في اللاهوت وعاد إلى وطنه. منذ عام 2005 عمل أستاذًا للأنثروبولوجيا في كلية بابل. لاحقًا، عُيّن نائبًا عامًا للأبرشية الكاثوليكية الكلدانية (أبرشية) ألقوش. يتحدث السريانية والعربية والإيطالية ويجيد الإنجليزية.

## رئيس أساقفة الموصل
في 5 مايو 2009، انتخب سينودس أساقفة الكنيسة الكلدانية الكاثوليكية نونا رئيس أساقفة الموصل للكلدان. أعطى البابا بنديكتوس السادس عشر موافقته على انتخاب نونا في 13 نوفمبر 2009. رُسِمَ أسقفًا في 8 يناير 2010، مع مار عمانوئيل الثالث دلي، بطريرك بابل للكلدان، كمكرّس رئيسي. في سن 42، كان أصغر رئيس أساقفة كاثوليكي في العالم.
وفي حديثه عن العنف في العراق عام 2014، قال نونا إن جميع المسيحيين الذين كانوا لا يزالون يعيشون هناك قد فروا الآن. وأكد نونا ذلك أثناء حديثه مع خدمة الإغاثة الكاثوليكية العالمية "عون الكنيسة المحتاجة". وقال الأب نونا: "لقد غادر جميع المؤمنين المدينة. ومن يدري ما إذا كانوا سيتمكنون من العودة يومًا ما". وأعلن رئيس الأساقفة: "في عام 2003، كان لا يزال هناك 35000 مؤمن يعيشون في الموصل. وكان هناك ثلاثة آلاف لا يزالون هناك في أوائل عام 2014. والآن ربما لم يتبق هنا أحد، وهذا أمر مأساوي". وقد ذُكرت مدينة الموصل، التي يبلغ عدد سكانها ثلاثة ملايين نسمة، في الكتاب المقدس باسم نينوى، وكانت منذ آلاف السنين مكانًا للحضارة المسيحية. وأفاد رئيس الأساقفة نونا عن الاستيلاء على الموصل: "لم نشهد شيئًا كهذا من قبل. لقد وقعت مدينة كبيرة مثل الموصل ضحية للفوضى". وقال إن القتال بدأ يوم الخميس 5 يونيو؛ ومع ذلك، فقد اقتصر في البداية على عدة أحياء في الجزء الغربي من المدينة. بدأ الجيش بقصف المناطق المتضررة، لكن القوات المسلحة والشرطة غادرت الموصل فجأةً ليل الاثنين والثلاثاء، تاركةً المدينة تحت رحمة المعتدين. فرّ أكثر من نصف السكان، وجميع أفراد المجتمع المسيحي، على الفور، إلى سهل نينوى القريب. وأفاد نونا: "حوالي الساعة الخامسة من صباح الثلاثاء، استقبلنا عائلات اللاجئين، وحاولنا إيوائهم في المدارس وفصول التعليم المسيحي والمنازل المهجورة".
وبعد فترة وجيزة من بدء نفيه، أجرى نونا مقابلة حذر فيها الغرب من المخاطر المفترضة المترتبة على قبول المسلمين في مجتمعاتهم:
أرجوكم، حاولوا أن تفهمونا. مبادئكم الليبرالية والديمقراطية لا قيمة لها هنا. عليكم أن تعيدوا النظر في واقعنا في الشرق الأوسط، لأنكم تستقبلون في بلدانكم عددًا متزايدًا من المسلمين. أنتم أيضًا في خطر. عليكم اتخاذ قرارات حازمة وشجاعة، حتى لو كلّفكم ذلك تناقض مبادئكم. تعتقدون أن جميع البشر متساوون، وهذا غير صحيح: الإسلام لا يقول إن جميع البشر متساوون. قيمكم ليست قيمهم. إن لم تفهموا هذا في الوقت المناسب، فستصبحون ضحايا العدو الذي استقبلتموه في دياركم.